# Giappone continentale
Giappone continentale (内地?, naichi, lett. "terre interne") è un termine usato per distinguere l'area del Giappone dai suoi territori remoti. Era un termine ufficiale nel periodo prebellico, distinguendo il Giappone e le sue colonie in Asia orientale. Dopo la fine della Seconda guerra mondiale, il termine divenne poco comune, ma si usa ancora come termine ufficioso per distinguere l'area del Giappone da Okinawa od Hokkaidō.
Il significato letterale giapponese potrebbe essere tradotto meglio come "Giappone interno" o "terre interne". Il termine "continentale" è una traduzione inaccurata perché si riferisce alla parte di una regione situata sulla terraferma, in contrapposizione alle isole.
Crea anche un po' di confusione, in quanto si definisce il Giappone continentale come composto di varie isole maggiori (Hokkaidō, Honshū, Kyūshū e Shikoku) e molte minori. Il termine Giappone continentale si usa a volte per tradurre Honshū, l'isola più grande, ma naichi no.

## Uso storico
Nell'Impero giapponese del periodo pre-bellico, naichi si riferiva alla parte continentale dell'impero. Gli altri territori dell'impero erano chiamati gaichi (外地, lett. "terre esterne").
L'articolo 1 della Common Law giapponese prebellica (共通法) enumera i territori con giurisdizioni legali, vale a dire,
- Naichi (Giappone continentale),
- Chōsen (Corea),
- Taiwan,
- Provincia del Kwantung, e
- Isole Nan'yō.[1]

In altre parole, Naichi consisteva dei seguenti:
- Prefettura di Karafuto
- Isole Chishima
- Hokkaidō
- Honshū
- Shikoku
- Kyūshū
- Isole Izu
- Isole Ogasawara
- Okinawa
- Isole minori remote intorno ad esse

Sebbene non sia mai stata abolita, la Common Law perse efficacia dopo che il Giappone perse tutte le sue ex colonie, o gaichi in conseguenza della seconda guerra mondiale.

## Uso moderno
I residenti di Hokkaidō e Okinawa occasionalmente usano naichi per riferirsi al "continente", escludendo queste aree. L'uso colloquiale è ufficialmente "scorretto", in quanto entrambe le aree sono giuridicamente dentro il naichi. A Hokkaidō, il termine ufficiale che indica il Giappone eccetto Hokkaidō è Dōgai (lett. "fuori di Hokkaidō"). Con Dōgai che diventa comune anche nell'uso colloquiale, naichi cessa di essere usato.